# Чемберс, Джон Диллон
Джон Диллон Чемберс (англ. John Dillon Chambers; 1842 — июнь 1930) — шотландский шахматист. Один из сильнейших шахматистов Шотландии последней четверти XIX века. 
Чемпион Шотландии 1891 года. Турнир проводился в Глазго, Чемберс завершил соревнование со стопроцентным результатом, одержав победы во всех пяти партиях. Также он участвовал во 2-м конгрессе Ирландской шахматной ассоциации (Белфаст, 1886). 
Чемберс увлекался игрой по переписке. Известны его партии, сыгранные в турнире, организованном Дж. Б. Фрэйзером в 1891 году.